# Charles Knight
Charles Knight (født 15. marts 1791, død 9. marts 1873) var en engelsk forlægger og forfatter.
Knight kom i 14-årsalderen i lære hos sin fader, der var bogtrykker. Sammen med ham begyndte han 1812 udgivelsen af et blad, The Eton and Windsor Express, der fortsattes til 1827. Efter at have udgivet nogle skuespil samt et månedsblad, The Plain Englishman, der skulde modarbejde dårlig litteratur, rejste han 1823 til London, hvor han begyndte et tidsskrift: Knight's Quarterly Magazine, der havde mange betydelige medarbejdere, blandt andre Macaulay. 
Sit ønske om at arbejde for god litteratur fik han opfyldt, da han 1827 blev opsynshavende over de værker, som blev udgivne af Selskabet for udbredelse af nyttige kundskaber. Hans øvrige arbejder gik alle i samme retning. Han udgav Library of Entertaining Knowledge og begyndte 1832 sit Penny Magazine, der fortsattes til 1845. Samtidig påbegyndte han en Penny Cyclopædia, der blev et værk på 30 bind og først sluttedes 1858. 
Af hans mange forskellige værker skal endnu nævnes: The Pictorial Bible (1838), London (1841-44), The Pictorial Shakespeare, en illustreret udgave med kommentar, ledsaget af en udførlig biografi (1839-43), Studies of Shakespeare (1849), Popular history of England (1856-62), samt en autobiografi: Passages of a working life (1863-65). 